# Heroldsbacher Marienerscheinungen
|  | Dieser Artikel wurde aufgrund von akuten inhaltlichen oder formalen Mängeln auf der Qualitätssicherungsseite des Portals Christentum eingetragen. Bitte hilf mit, die Mängel dieses Artikels zu beseitigen, und beteilige dich bitte an der Diskussion. |

Die Marienerscheinung in Heroldsbach ist eine Privatoffenbarung, die von der römisch-katholischen Kirche nicht anerkannt wird. Am 9. Oktober 1949, dem Beginn der angeblichen Marienerscheinungen, gaben vier Mädchen an, ihnen sei eine „weiße Schwester“ (die Jungfrau Maria) erschienen. Die Erscheinungen sollen bis zum Herbst 1952 angedauert haben.
Die auf den angeblichen Muttergotteserscheinungen beruhenden Pilgerreisen in das oberfränkische Dorf Heroldsbach bei Forchheim waren eine der größten Massenbewegungen im 20. Jahrhundert. Eine Untersuchungskommission des Erzbistums Bamberg hatte sehr früh Zweifel an der Übernatürlichkeit der Erscheinungen. Der behauptete Erscheinungsort ist heute eine Gebetsstätte der römisch-katholischen Kirche. Auf der Website der Gebetsstätte wird ausdrücklich darauf hingewiesen, dass die katholische Kirche keine übernatürlichen Erscheinungen feststellen konnte.

## Geschichte

### Erscheinungen im Oktober 1949
Die Erscheinungen von Heroldsbach begannen am 9. Oktober 1949. Vier Mädchen zwischen zehn und elf waren gemeinsam unterwegs, als zwei von ihnen Erscheinungen hatten, die die Mädchen als IHS bzw. Maria deuteten. Die Berichte der Mädchen wurden in der Dorfgemeinschaft zunächst skeptisch aufgenommen. Der am 10. Oktober informierte Gemeindepfarrer Johann Gailer war bis zum Abschluss einer kirchlichen Untersuchung wie alle Pfarrer zur Skepsis und Zurückhaltung gegenüber solchen Privatoffenbarungen angehalten. Belegt ist, dass Gailer nach anfänglicher Skepsis bereits am 12. Oktober 1949 Vergleiche zu den kirchlich anerkannten Wallfahrtsorten wie Fátima und Lourdes zog. Wie schon bei den Marpinger Marienerscheinungen rund 70 Jahre zuvor verbreitete sich die Nachricht über die Erscheinungsberichte schnell und zog binnen weniger Tage Zehntausende von Pilgern an. In der lokalen Presse wie den Nürnberger Nachrichten oder dem Bamberger Volksblatt war von den angeblichen Erscheinungen der Kinder berichtet worden. Weitere drei Mädchen und vier Jungen berichteten darauf, teilweise nur bis zum 12. Oktober, von Marienerscheinungen. Auf die Frage an die erscheinende Frau „Was ist dein Wunsch?“ soll diese geantwortet haben „Die Leute sollen fest beten!“
Ab dem 18. Oktober begleitete der Dogmatiker und Exeget Johann Baptist Walz die Kinder vor Ort und befragte sie. Er protokollierte die Ereignisse von Oktober 1949 bis zum Verbot seiner Aufzeichnungen vor Ort im Juli 1951 und erstellte 1958 drei Manuskript-Bände („Walz-Protokolle“), die er auch Papst Pius XII. zukommen ließ. Eine Prüfungskommission des Erzbistums Bamberg vernahm ab dem 17. Oktober die Kinder; vorläufiges Ergebnis der  Kommission war am 30. Oktober 1949 ein erster Aufruf an alle Gläubigen, sich von Heroldsbach fernzuhalten und den dortigen Ereignissen gegenüber mit Zurückhaltung zu begegnen.
Am 31. Oktober 1949 fanden sich zur Rosenkranzandacht auf dem Hügel nach Schätzungen des Pfarrers 40.000 Menschen ein. Pfarrer Gailer plante trotz Mahnungen aus dem Erzbistum Bamberg, am Ort eine Kapelle zu errichten. Nach dem 31. Oktober berichteten die Kinder bis zum 7. Dezember 1949 über keine weiteren Erscheinungen mehr. Es versammelten sich allerdings täglich weiterhin hunderte von Gläubigen zur Rosenkranzandacht. Ohne entsprechende Genehmigung der Bamberger Erzdiözese begann man bereits am 4. Dezember 1949 mit dem Bau einer Kapelle.

### „Sonnenwunder“ und Krippenvision im Dezember 1949
Am 8. Dezember 1949 hatten sich anlässlich des Fests der Unbefleckten Empfängnis Mariens rund 10.000 Pilger in Heroldsbach versammelt. Die Mädchen, die als erste von Erscheinungen berichtet hatten, befanden sich in Begleitung von Walz und anderen Geistlichen und standen während eines Festgottesdiensts auf einem Brückenwagen. Sie berichten kurz nach 14 Uhr dann erneut von einer himmlischen Gestalt. Rosa Bradl und andere Mädchen hätten die Erscheinung gefragt, ob diese als „Gottesmutter von Heroldsbach-Thurn“ verehrt werden dürfe. Dies sei bejaht worden.
Tausende Personen berichteten anschließend von einem „Sonnenwunder“. Die Berichte über das Sonnenphänomen und die Weihnachtsvisionen führten seitens des Erzbistums zu einer sehr deutlichen Ablehnung der Heroldsbacher Erscheinungen. Erzbischof Joseph Otto Kolb entschied sich nach Beratung mit seinem Weihbischof Artur Michael Landgraf zu einer entschiedenen Ablehnung der Visionen, obwohl berichtet wird, er habe am Abend des 8. Dezember von der Kanzel aus ein positives Votum in Aussicht gestellt.
Die Schriften der Erzbischöflichen Kommission beurteilten das „Sonnenwunder“ schließlich als rein natürliches Phänomen.
Am 24. Dezember 1949 wurde wieder von einer Erscheinung berichtet. Die Kinder sprachen von einer Krippenvision, der Heiligen Familie und von Szenen aus der Kindheitsgeschichte Jesu. Auf entsprechende Berichte reagierte das Bistum erneut ablehnend.

### Geschehnisse 1950
Zum Epiphaniefest am 6. Januar 1950 fanden sich etwa 12.000 Personen in Heroldsbach ein, um dort zwei Andachten zu feiern. Während der Nachmittagsandacht berichteten die Kinder erneut von einer Erscheinung, die geäußert habe:

„Wenn auch die Priester verbieten, daß Leute kommen, so sollen sie nicht darauf merken und sollen herkommen“

Nach disziplinarischer Unterredung mit Erzbischof Kolb wurde von den Kanzeln der Diözese eine zweite öffentliche Verlautbarung verlesen, dass es keinen Anlass gäbe, einen übernatürlichen Ursprung der Visionen zu unterstellen, dass es dagegen Anlass gäbe, gegen die berichteten Erscheinungen ernsthafte Bedenken zu hegen. In Zusammenhang damit ergingen an alle Katholiken fünf Weisungen:
1. Geistliche sollten in ihren öffentlichen Äußerungen Stellungnahmen zu den Heroldsbacher Vorgängen unterlassen.
2. Ohne ausdrückliche oberhirtliche Genehmigung sollten sich weder Geistliche noch andere Personen in den Gang der Untersuchungen einbringen, Vernehmungen durchführen, Fragen an die Kinder oder durch sie an die Erscheinung richten.
3. Die Organisierung von Prozessionen und Wallfahrten nach Heroldsbach wurde ausdrücklich untersagt.
4. Das Sammeln von Geld zur Errichtung einer Kirche oder einer anderweitigen Gedenkstätte am Erscheinungsort war zu unterlassen.
5. Publikationen, die neue Erscheinungen und Offenbarungen, Weissagen, Wunderberichte zum Inhalt hatten, waren ohne kirchliche Druckerlaubnis verboten.

Ungeachtet dieser kirchlichen Anordnungen gingen die Prozessionen und abendlichen Rosenkranzandachten auf dem Hügel gegenüber dem Wäldchen weiter. Die bischöflichen Anordnungen lösten einen Sturm öffentlicher Erregung und Auseinandersetzungen aus.
Am Festtag Maria Lichtmess (2. Februar 1950) soll es ein Lichtwunder vor etwa 70.000 Menschen gegeben haben. Am 6. Februar 1950 durften die Kinder angeblich der Gottesmutter die Hand reichen und ihr Kleid berühren. Die Erscheinung habe zu Einigkeit, Buße und Beten für „Ungläubige“ und für Russland aufgerufen. Die Kinder berichteten außerdem im Februar von einer mystischen Kommunion ähnlich wie sie sich bei der von der Kirche anerkannten Marienerscheinung von Fátima ereignet haben soll. Kritiker und hinzugezogene Psychologen konstatierten bei diesen Erscheinungen keinerlei besondere Bewegung, Erschütterung oder Verzückung der Kinder. Stattdessen konstatierten sie zunehmenden Stolz und eine überhöhte Selbsteinschätzung.
Am 6. März 1950 wurde Pfarrer Gailer verboten, den „Erscheinungsberg“ zu betreten. 
Zwischen dem 7. und 12. Mai durften die Mädchen nach ihrem Bericht den Himmelsgarten betreten. Dieses himmlische Reich enthielt viele Elemente des Alltags der Mädchen und ihnen bekannter Märchen.
Am 6. Oktober 1950 trafen Weihbischof Landgraf und Domkapitular Rathgeber in Heroldsbach ein, die Pfarrer Gailer ein Dekret des Heiligen Offizium in Rom überbrachten. Das Dekret wiederholte die Weisungen des Erzbistums Bamberg, dass eine übernatürliche Herkunft der Erscheinungen nicht gesichert sei. Es hätten alle Aktivitäten zu unterbleiben, die eine Echtheit der Heroldsbacher Muttergotteserscheinungen voraussetzten. Damit hatte auch die oberste römische Glaubensbehörde die Wallfahrten ausdrücklich untersagt. In den regionalen Zeitungen wurde der römische Erlass mit skeptischen Kommentaren den Erscheinungen gegenüber erwähnt.
Unmittelbar nachdem der Domkapitular Georg Mann die Erscheinungsstätte verlassen hatte, berichteten die Mädchen erneut von einem Erscheinen der himmlischen Jungfrau. Kurz darauf berichteten die Mädchen, die Jungfrau Maria würde nun in der Heroldsbacher Kirche erscheinen, was das Erzbischöfliche Ordinat zur Weisung veranlasste, dass zukünftig Gottesdienste ohne Beteiligung der Kinder stattzufinden haben. Trotz der eindeutigen Stellungnahmen aus Bamberg und Rom gingen jedoch die Pilgerfahrten auf den so genannten Erscheinungshügel weiter. Vom 31. Oktober zum 1. November 1950 kam es angeblich zu einer Massenvision, bei der 200 Menschen eine Marienerscheinung erlebt haben sollen. Dreißig solcher Berichte wurden von Anhängern veröffentlicht.

### Erscheinungen 1951
Im Jahr 1951 berichteten die Kinder weitere Erscheinungen.
Am 4. August 1951 wurde der beim Volk sehr beliebte gebürtige Oberpfälzer Pfarrer Gailer nach 38 Jahren Dienst in Heroldsbach ins knapp 50 km entfernte Kleinziegenfeld versetzt, um einen kranken Pfarrer zu unterstützen. 
Am 15. August 1951 verbot Rom in einem zweiten Dekret den „Heroldsbach-Kult“.
Die Seherkinder, deren Eltern und viele „Berg-Anhänger“ wurden im August 1951 exkommuniziert, da sie nicht unterzeichnen wollten, dass sie keine Erscheinungen der Mutter Gottes hatten. Der Wunsch der Sehermädchen ihr weiteres Leben in einem Kloster ganz Gott zu weihen, konnte sich somit nicht realisieren. Bis Dezember 1951 blieben fast alle Seherkinder auf kirchenamtliche Anordnung dem Berg fern, dennoch hatten sie Visionen andernorts.

### Erscheinungen 1952
Die angeblichen Erscheinungen im Jahr 1952 werden wie folgt beschrieben:
Am 31. Oktober 1952, dem Abschiedstag der Rosenkönigin, seien viele Engel und Heilige anwesend. Bei starkem, übernatürlichem Weihrauchduft verabschiedete sich die Mutter Gottes mit dem Jesuskind, viele Kinder durften ihnen die Hand reichen. Die Mutter Gottes und das Jesuskind erklärten den Sehermädchen: „Wir sind nicht gekommen um Wunder zu wirken, sondern um hier zu Gebet, Opfer und Buße aufzurufen.“ „Vertraut weiter auf unsere Hilfe; wir werden Euch in der größten Not beistehen.“ „Der Sieg wird unser sein.“ Die Mutter Gottes: „Liebe Kinder, ich bin immer hier, auch wenn ihr mich nicht mehr seht.“

### Weitere Entwicklung
Am 4. Januar 1953 wurde der Pilgerverein Heroldsbach e. V. gegründet.
1959 verstarb Pfarrer Gailer. Er wurde in Heroldsbach beerdigt. Der Fränkische Tag schrieb damals: „Die Heimkehr des toten Pfarrers Johannes Gailer glich einem Triumphzug ...“ 1963 starb der Geistliche Rat Johannes Maria Heer. Er wurde in seinem Heimatdorf Geutenreuth in der Fränkischen Schweiz beigesetzt. Der suspendierte Heer durfte über 10 Jahre nicht die heilige Messe zelebrieren. Viele bezeichneten ihn als Märtyrer für Heroldsbach.
In den 1970er Jahren wurde das Gebet auf dem Berg von der Kirchenbehörde geduldet, da rechtlich jeder Mensch an jedem Ort beten darf. Die Verweigerung der heiligen Kommunion an die Pilger wurde aufgehoben. Der Pilgerverein baute ein Pilgerheim und begann 1985 mit dem Bau der Marienkirche.
1997 erfolgte die Aufhebung der letzten Exkommunikationen in Zusammenhang mit Heroldsbach. Zum 1. Mai 1998 errichtete der Bamberger Erzbischof Karl Braun, nach Zustimmung der Glaubenskongregation, die kirchliche Stiftung Gebetsstätte Heroldsbach. Die Gebetsstätte weihte Weihbischof Werner Radspieler, Ortspfarrer von Heroldsbach von 1969 bis 1972. Mit der Seelsorgetätigkeit wurden die Brüder vom gemeinsamen Leben/Augustiner-Chorherren beauftragt. Am 15. August 1998 wurde das erste Pontifikalamt in der Gebetsstätte durch Erzbischof Karl Braun zelebriert.
Mitte Februar 2007 wurde von einem „Tränenwunder“ in Heroldsbach berichtet, bei dem an einer Marienstatue im Pilgerheim von mehreren Dutzend Zeugen Tränen beobachtet worden seien. Über die Vorgänge wurde überregional berichtet; das Erzbistum Bamberg leitete eine Untersuchung ein. Als Ergebnis wurde bekanntgegeben, dass weder die Zeugenaussagen noch die Untersuchung der sichergestellten Flüssigkeit Hinweise auf ein übernatürliches Geschehen ergeben haben. Aufgrund einer Analyse der Tränen wurde der Verdacht auf Manipulation geäußert; im Jahr 2001 war bereits Ähnliches vorgekommen. Von Oktober 2008 bis Oktober 2009 sammelte der Pilgerverein 17.000 Unterschriften mit der Bitte um Wiederaufnahme der Prüfung der Vorgänge in Heroldsbach von 1949 bis 1952.